# Pometia pinnata
Pometia pinnata – gatunek rośliny z rodziny mydleńcowatych. Jest to tropikalne drzewo liściaste i owocowe pochodzące z Oceanii i południowo-wschodniej Azji. 
Nazwa naukowa rodzaju upamiętnia francuskiego botanika Pierra Pometa (1658–1699), a człon gatunkowy – pinnata odnosi się do kształtu liści. Owoce mają bardzo zróżnicowany wygląd od odcieni zieleni, czerwieni do fioletu i brązu. Ich smak przypomina mieszankę rambutanu, liczi i longanu, są soczyste i bardzo słodkie. Przypisuje się im właściwości lecznicze. 
Twarde drewno ma gęstość około 300 kg/m3. Drewno twardzielowe, jednorodne, odporne na szkodniki, powłoki lakiernicze bardzo trwałe, mało kurczliwe i stabilne. Znajduje zastosowanie w budownictwie, stolarce otworowej (okna drzwi itp.), meblarstwie artystycznym, szkutnictwie itp.